# Two People
«Two People» (с англ. — «Два человека») — песня, записанная американской певицей Тиной Тёрнер для её шестого сольного студийного альбома Break Every Rule 1986 года. Авторами песни выступили Терри Бриттен и Грэм Лайл.
Песня была выпущена в качестве второго сингла с альбома в 1986 году. В качестве бисайда была использована песня «Havin’ a Party», написанная Сэмом Куком. Песня попала в первую десятку чартов Германии и Швейцарии, в общеевропейском чарте заняла 13-ю строчку. В США песня добралась до 30-го места в Billboard Hot 100.
Тина продвигала песню на нескольких телешоу в Европе и исполняла её вживую во время своего тура Break Every Rule в 1987—1988 годах. Концертная версия доступна на альбоме Live in Europe 1988 года.

## Музыкальное видео
В музыкальном видео Тину сначала сидит на кровати в квартире, позже она надевает длинное пальто и выходит на улицу, где начинается дождь. В поисках укрытия она забегает в телефонную будку, а в следующее мгновение она переодевается и выступает на сцене в ночном клубе. Вторая версия клипа, названная «голливудской», повторяет оригинальную версию, однако теперь в видео были включены чёрно-белые кадры с Тиной, одетой в различные наряды, а в конце она выступает не в ночном клубе, а на сцене концертного зала. Режиссёр обеих версий — Дэвид Маллет.

## Список композиций
7"-сингл
A. «Two People» — 4:10
B. «Havin’ a Party» — 3:54
12"-сингл (Австралия, Европа)
A. «Two People» (Dance Mix) — 8:24
B1. «Two People» (Dub Mix) — 7:00
B2. «Havin’ a Party» — 3:54
12"-сингл (США)
A1. «Two People» (Dance Mix) — 8:24
A2. «Havin’ a Party» — 3:57
B1. «Two People» (Dub Mix) — 7:00
B2. «Two People» (Single Mix) — 4:08
2x12"-сингл (Великобритания)
A1. «Two People» (Dance Mix) — 8:24
A2. «Havin’ a Party» — 3:57
B1. «Let’s Stay Together» (Live) — 5:15
B2. «Private Dancer» (Live) — 7:16
CD
1. «Two People» (Tender Mix) — 7:22

## Участники записи
- Тина Тёрнер — вокал
- Ник Гленни-Смит — клавишные
- Билли Ливси[англ.] — клавишные
- Терри Бриттен[англ.] — гитары, бас, бэк-вокал
- Джек Бруно — ударные

## Чарты
| Чарт (1986–87)                        | Высшая позиция |
| ------------------------------------- | -------------- |
| Австрия (Ö3 Austria Top 40)           | 19             |
| Бельгия/Фландрия (Ultratop 50)        | 28             |
| Великобритания (OCC UK Singles)       | 43             |
| Европа (European Hot 100 Singles)     | 13             |
| Ирландия (IRMA)                       | 13             |
| Италия (Musica e dischi)              | 18             |
| Канада (RPM Adult Contemporary)       | 9              |
| Канада (RPM Top Singles)              | 53             |
| Нидерланды (Single Top 100)           | 20             |
| Новая Зеландия (Recorded Music NZ)    | 21             |
| США (Billboard Adult Contemporary)    | 12             |
| США (Billboard Hot 100)               | 30             |
| США (Billboard Hot R&B/Hip-Hop Songs) | 18             |
| ФРГ (GfK)                             | 10             |
| Швейцария (Schweizer Hitparade)       | 10             |